# الشيعة في الإمارات العربية المتحدة

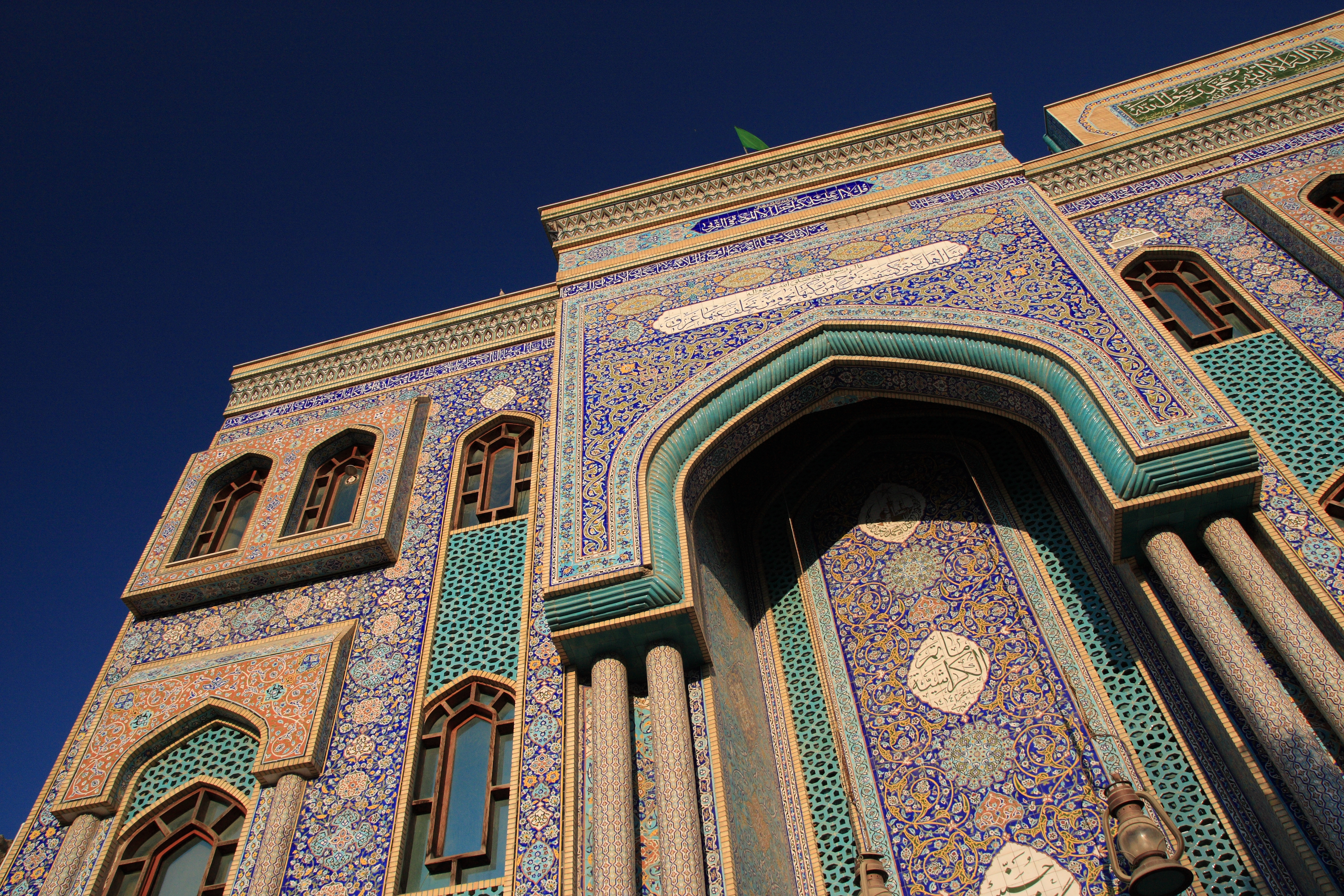
المسجد الشيعي المعروف باسم مسجد الإمام علي في دبي.

الشيعة في الإمارات العربية المتحدة هم أتباع مذهب الشيعة الإمامية، وهم يشكّلون نسبة 15 في المائة من عدد سكان الإمارات العربية المتحدة، الذي يبلغ نحو 8.264 ملايين نسمة. وهم يتمركزون بالإضافة إلى دبي، في كل من إمارتي أبو ظبي والشارقة، ولهم وجود محدود في بقية الإمارات الأخرى.

## التاريخ
يعود التواجد الشيعي في الإمارات إلى منتصف القرن التاسع عشر، حينما بدأ الشيعة من شرق الجزيرة العربية مثل البحرين، والإحساء والقطيف في السعودية بالتوافد إلى الإمارات عامة وإلى إمارة دبي خاصة، وتبعهم من ثم شيعة إيران وثم الهند الذين هاجروا قبل قرون من منطقة حيدر آباد الهندية إلى سلطنة عُمان، ومنها إلى الشارقة ودبي.

## تمركزهم
يعتنق الغالبية العظمى من سكان دولة الإمارات العربية المتحدة الإسلام، ويعتبر الإسلام الدين الرسمي في هذه الدولة.
يمثل المسلمين الشيعة في الإمارات نحو 15 في المائة من إجمالي عدد سكان دولة الإمارات، وهم معظمهم من أتباع مذهب الإمامية. يتركز الشيعة غالبا في إمارة دبي والشارقة وأبوظبي، ولهم وجود محدود في بقية الإمارات الأخرى.

## الوضع الديني والسياسي
وفقاً لتقرير وزارة الخارجية الأمريكية السابق، يتمتع الشيعة في الإمارات بالحرية في إقامة شعائرهم الدينية وعلى رأسها المآتم الحسينية
وتعتبر كافة مساجدهم وحسينياتهم ومآتمهم ملكاً خاصاً. وأنّ هيئة الأوقاف والشؤون الإسلامية لا تعين الأئمة لمساجد الشيعة إلّا إنها تراقب كل خطبهم عن كثب.
ليست هناك أحزاب أو جمعيات سياسية للشيعة، وإن قانون دولة الإمارات لا يسمح بتشكيل الأحزاب أو إقامة التجمعات السياسية.
ولكن في السنوات الأخيرة، قررت دولة الإمارات العربية المتحدة ترحيل عدد من المغتربين اللبنانيين عن أراضيها، معظمهم من الشيعة،  للاشتباه بعلاقتهم مع حزب الله. ووفقا لبعض المنظمات، يصل عدد هؤلاء المبعدين إلی أكثر من 4000 شخصا.
ولكن وفقاً للمرسوم الذي أُصدر من المغفور له الشيخ راشد بن سعيد آل مكتوم، حاكم إمارة دبي السابق بتشكيل مجلس للأوقاف الجعفرية، وأطلق عليه اسم مجلس إدارة الأوقاف الجعفرية الخيرية في دبي، وهي جهة معنية بإدارة وشؤون الوقف الشيعي في دبي، وإقامة المآتم والمجالس الدينية.
اما في الشارقة، فأصدر مرسوم من حاكم الشارقة السابق عام 1972 بتشكيل مجلس لإدارة الوقف الجعفري في الشارقة واطلق عليه مسمى مجلس إدارة الاوقاف الجعفرية في الشارقة، وهي أيضا جهة خيرية معنية بإقامة الشعائر الدينية والمآتم وإدارة الوقف الشيعي داخل الإمارة.

## المساجد
هناك العديد من المساجد الشيعية في دولة الإمارات. من أبرزها مسجد الإمام علي في بر دبي، الذي يعد أقدم مساجدهم في الإمارة، ومسجد الإمام الحسين في السطوة في مدينة دبي.
أما في العاصمة أبوظبي، فلهم مسجد الرسول الأعظم، وفي الشارقة يوجد لهم مسجد كبير اسمه مسجد الزهراء. وهناك حسينية الزهراء، التي تعد من أقدم الحسينيات في الدولة برمتها.